# Iossif Outkine
Pour les articles homonymes, voir Outkine.
Iossif Pavlovitch Outkine (en russe : Ио́сиф Па́влович У́ткин), né le 27 mai 1903 en Mongolie-Intérieure et mort le 13 novembre 1944 dans un accident aérien dans l'oblast de Moscou, est un poète et journaliste soviétique. Le poète Vladimir Maïakovski dans son œuvre satirique Proletarskim poetam (Послание пролетарским поэтам, 1926) le surnomme le Byron rouge à cause d'une certaine ressemblance de ses figures de style et ses constructions à celles de Lord Byron.

## Biographie
Iossif Outkine nait à la station Hinggan (maintenant le territoire du district urbain Yakeshi) dans la région autonome de Mongolie intérieure, en Chine sur le chemin de fer de l'Est chinois, où travaillaient ses parents. Après la naissance du fils, la famille qui compte désormais sept enfants retourne à Irkoutsk - leur ville natale, où le futur poète vit jusqu'en 1920. Il n'aura pas l'occasion de terminer ses études secondaires expulsé de son école pour un mauvais comportement et la libre-pensée. Iossif est contraint de trouver un travail après que le père a abandonné la famille et son frère ainé Aleksandre est appelé effectuer son service militaire. Il distribue les journaux et compte les points dans la salle de billard d'un hôtel.
En 1919, il intègre la milice populaire. Son adhésion au Komsomol a lieu en 1920.
Reporter pour la gazette Vlast trouda (Власть труда) depuis 1922, il y publie aussi ses premiers vers. Il collabore ensuite avec le périodique de l'oblast d'Irkoutsk Komsomolia (Комсомолия, qui en 1930 sera renommé Sovietskaïa molodej) et le mensuel Krasnye zori (Красные зори), tout en restant actif au sein de la cellule locale du Komsomol. Il fréquente aussi l'union littéraire et artistique d'Irkoutsk. En 1924, le comité du Komsomol le choisit comme membre le plus prometteur et digne de confiance, et l'envoie à Moscou pour compléter sa formation à l'Institut de journalisme. Là-bas, en 1925, dans le 4e numéro de Molodaya gvardya parait son poème L'Histoire du rouquin Motelé de monsieur l'inspecteur du rabbin Isaïe et du commissaire Blokh, l'histoire des changements apportés dans la vie d'une communauté juive par la révolution bolchevique. Ce fut son premier grand succès, confirmé après la lecture publique de l’œuvre lors d'une soirée littéraire de Vkhoutemas. Il devient chef de la section littéraire de Komsomolskaïa Pravda en 1925.
On retrouve son nom parmi les membres du groupe Octobre, aux côtés de Mikhaïl Svetlov, Alexandre Bezymenski, Aleksandr Jarov (ru), Ivan Doronine (ru), Mikhaïl Golodny, populaire tout au long des années 1920, qui met un point d'honneur à combattre les attitudes bourgeoises en littérature et affirme le primat du contenu sur la forme.
Le recueil intitulé Premier livre, regroupant les œuvres écrites en 1923-1926, parait en 1927 et reçoit les critiques élogieuses notamment de la part d'Anatoli Lounatcharski. La même année il reçoit son diplôme de l'Institut de journalisme et après deux mois passés à l'étranger devient chef de la section poétique des éditions Khoudozhestvennaya literatura (издательство Художественная литература). En 1928, parait son poème Tendre enfance.
Lorsque le théâtre d'opération s'ouvre sur le front de l'Est, Iossif Outkine s'engage dans l'armée comme volontaire et participe aux combats sur le Front de Briansk. Dans une offensive près de Ielnia, il perd quatre doigts après l'explosion d'une mine. Sa convalescence se déroule à Tachkent où se poursuit aussi son travail littéraire. Ainsi voient le jour les recueils Poèmes du front et Poèmes des héros, et un recueil de chansons. En 1942, il retourne sur le front de Briansk en tant que correspondant de Sovinformburo, des journaux Pravda et Izvestia. Le 21 février 1942, on lui décerne l'ordre de l'Étoile rouge. En 1944, sort son dernier livre Sur la Patrie. Sur l'amitié. Sur l'amour.
Iossif Outkine meurt dans l'accident d'avion près de Moscou le 13 novembre 1944. Il sera enterré au cimetière de Novodevitchi.

## Œuvre
- Premier livre (Первая книга стихов. М., ГИЗ, 1927 )
- Poésie lyrique (Лирика. — М.: «Огонёк», 1927)
- Poésie publicistique (Публицистическая лирика. — М.: «Огонёк», 1931)
- Poèmes de guerre (Стихи о войне. — М.: ГИХЛ, 1933)
- Sur la Patrie. Sur l'amitié. Sur l'amour (О Родине. О дружбе. О любви. — М.: ОГИЗ, 1944)

## Traduit en français
- Iossif Outkine, trad. du russe par André Markowicz, L'Histoire du rouquin Motelé, de monsieur l'inspecteur, du rabbin Isaïe et du commissaire Blokh, collection : Fonds UBACS, Presses Universitaires de Rennes, 1991  (ISBN 2905373474)  (ISBN 9782905373472) [5]

## Hommages
- Le nom d'Iossif Outkine est donné à une rue et à une bibliothèque de la ville d'Irkoutsk.